# Ginzō Matsuo
Ginzō Matsuo (松尾 銀三?, Matsuo Ginzō; Nakatsu, 26 dicembre 1951 – 25 agosto 2001) è stato un doppiatore giapponese, il cui vero nome era Hiroichi Matsuo (松尾 広一?, Matsuo Hiroichi). È noto principalmente per i ruoli di Hemu-Hemu in Nintama Rantarō e Ginnosuke Nohara in Crayon Shin-chan. Lavorava con l'Aoni Production.
Il 25 agosto 2001 è morto di emorragia subaracnoidea all'età di 49 anni. L'ultimo ruolo da lui interpretato è stato Smoker in One Piece.

## Ruoli interpretati
- Akuma-kun (Palbados)
- Art of Fighting (Jack Turner)
- Billy Inu Nandemo Shokai (Daichi-Sensei, Doga)
- Biriken (Doka)
- Chi ha bisogno di Tenchi? The movie - La vigilia dell'estate
- Crayon Shin-chan (Ginnosuke Nohara)
- Cutie Honey Flash (Danbei)
- Digimon Tamers (Wataru Urazoe)
- Doraemon: Le cronache dell'avventura di Nobita nella città degli orologi (Hokuro)
- Dragon Ball Z (Fattore (ep 1))
- Eden's Bowy (Gilgamesh, Oltron)
- El Hazard (Re)
- Escaflowne - The Movie (Kio, Ruhm)
- Gals! (Taizo Kotobuki)
- Gekijyouban Jyanguru Taitei (Hon-o-ji, Tommy)
- Ghost in the Shell (un vecchio)
- Gigantor FX (Elvis brothers)
- Gundam 0083: Stardust Memory (Alloys Mozley)
- Harbor Light Monogatari - Fashion Lala Yori (Uomo grosso)
- Inuyasha (Nonno di Kagome, Buyo)
- Jigoku Sensei Nūbē (Masaru Kaneda)
- Kindaichi shōnen no jikenbo (manager (ep 74), Tokuichi Genbu)
- I cieli di Escaflowne (Kyo, Rum, Sorcerer)
- Il club della magia! (Padrone (ep 4))
- Kinkyū Hasshin Saver Kids (Omega)
- Lost Universe (Weapons dealer)
- Macross 7 the Movie: The Galaxy's Calling Me! (Miguel)
- Mahōtsukai Sally 2 (Spirit of Insect)
- Manmaru the Ninja Penguin (Borot)
- Mobile Fighter G Gundam (Queen The Spade)
- Mobile Suit Victory Gundam (Jinn Gehennam)
- Neo Ranga (Yoshiyuki Takesue)
- Nintama Rantarō (Hemu Hemu)
- Ojamajo Doremi (Alexander T. Oyajiide)
- One Piece (Smoker)
- Porco Rosso
- Red Baron (Doctor Asimov)
- s-CRY-ed (Biff)
- Sailor Moon S (Vice capo (ep. 97))
- Sakigake!! Otokojuku (Edogawa)
- SegaSonic the Hedgehog (Dr. Eggman)
- Street Fighter II Movie (DeeJay)
- Sword for Truth (Kagairo)
- Thomas and the Magic Railroad (Diesel 10)
- Ultimate Muscle (film) (Seiuchin)
- Yume no Crayon Oukoku (Tofumon)